# Град, Арношт
Арношт Град (чеш. Arnošt Hrad; 5 апреля 1914, Прага, Королевство Богемия, Австро-Венгрия — 3 октября 1938, Червена-Вода, Чехословакия) — сержант чехословацкой армии, который отказался покинуть свою позицию и сложить оружие после подписания Мюнхенского соглашения и в знак протеста совершил самоубийство. 

## Биография
Арношт Град родился в Праге и был младшим из четырех детей. Учился в городской и гражданской школе, затем в ремесленном училище, после которого стал официантом. На военную службу поступил 1 октября 1936 года в Литомержице в 4-ю роту 2-го пехотного полка. В апреле 1937 года с отличием окончил школу унтер-офицеров. В октябре того же года ему было присвоено звание младшего капрала. 11 сентября он был назначен командиром караула в 1-й роте караула 3-го батальона в Краликах. 15 января 1938 года из его части был сформирован 4-й батальон 6-го пограничного полка, в который в феврале был переведен Арношт Град. Перед этим он прошел специальную подготовку обороны тяжелых укреплений. 16 апреля ему было присвоено звание сержанта. Во время всеобщей мобилизации в сентябре 1938 года он был переведен в дот K-S 14 U cihelny под командованием лейтенанта Карела Коциана. После того как поступил приказ покинуть позиции, 3 октября во время осмотра дота он застрелился из табельного пистолета заместителя командира. Пуля попала под сердце. От полученных ран он скончался в госпитале в Червена-Воде до полуночи того же дня. После себя он оставил три письма, в которых объяснял свой поступок нежеланием покидать позицию, ссылаясь на долг родине и память об отце, павшем на Восточном фронте Первой мировой войны. Письма были адресованы матери, командиру и подчиненным.

## Память
В память о его подвиге 2 октября 1994 года на стене здания, где он покончил с собой, была установлена мемориальная доска.